# Élisabeth Achler
Élisabeth Achler ou Élisabeth de Reute, également connue comme la Bonne Beth (Gute Beth ou Elisabetha Bona), née le 25 novembre 1386 à Bad Waldsee et morte le 25 novembre 1420 à Reute, est une religieuse, vierge et mystique allemande des XIVe et XVe siècles. Elle est l'une des fondatrices du couvent de Reute. Reconnue bienheureuse par l'Église catholique, elle est fêtée le 25 novembre.

## Biographie
Élisabeth Achler, fille d'un couple de tisserands, Hans et Anna Achler, sœur de deux frères, est élevée dans un foyer pieux, écoutant les Évangiles que sa mère lui explique sous forme de récits, développant ainsi une forte dévotion pour la Passion du Christ. 
Le chanoine augustin de Waldsee, Konrad Kügelin (1367-1428), devient son confesseur et son directeur spirituel dès l'âge de 14 ans. Celui-ci l'installe chez une béguine plus âgée à Waldsee où elle fait du tissage et vit pauvrement. Puis sous son influence, elle se fait tertiaire franciscaine en 1403,  et elle rejoint quatre autres jeunes femmes d'Ehingen  dans un ermitage à Reute, nouvellement construit avec l'aide du prévôt de l'abbaye de Waldsee, Jakob von Metsch.
La première communauté constitue un proto-monastère de l'ordre, car les tertiaires des ordres mendiants n'étaient pas encore autorisés à prononcer des vœux. Cela n'empêche pas Élisabeth de s'inscrire dans une vie d'oraison et de service, travaillant dans la cuisine du cloître et dans le jardin, où elle passe de longues heures en prière. En 1406, l'ermitage élevé au rang de couvent féminin permet aux sœurs de davantage suivre la règle de l'ordre franciscain. Ainsi, Élisabeth se montre hospitalière envers les visiteurs et prend l'habitude de soigner les pauvres à la porte du couvent.
Avec une vie religieuse principalement axée sur la contemplation et la participation à la Passion du Christ, elle  souffre parfois à la tête des pointes de la Sainte Couronne, et dans son corps celles de la flagellation du Christ. Bien que les stigmates n'apparaissent qu'occasionnellement sur ses mains qui saignent certains vendredis et durant le Carême, elle en  ressent une vive douleur. Parallèlement, elle exprime le don de prophétie, annonçant l'élection du pape Martin V, et la fin du Grand Schisme d'Occident.  
Son amour du Saint-Sacrement et de sa contemplation lui permettent de vivre les trois dernières années de sa vie en se nourrissant uniquement d'hosties consacrées. Elle mourut le jour de son 34e anniversaire le 25 novembre 1420.

## Postérité

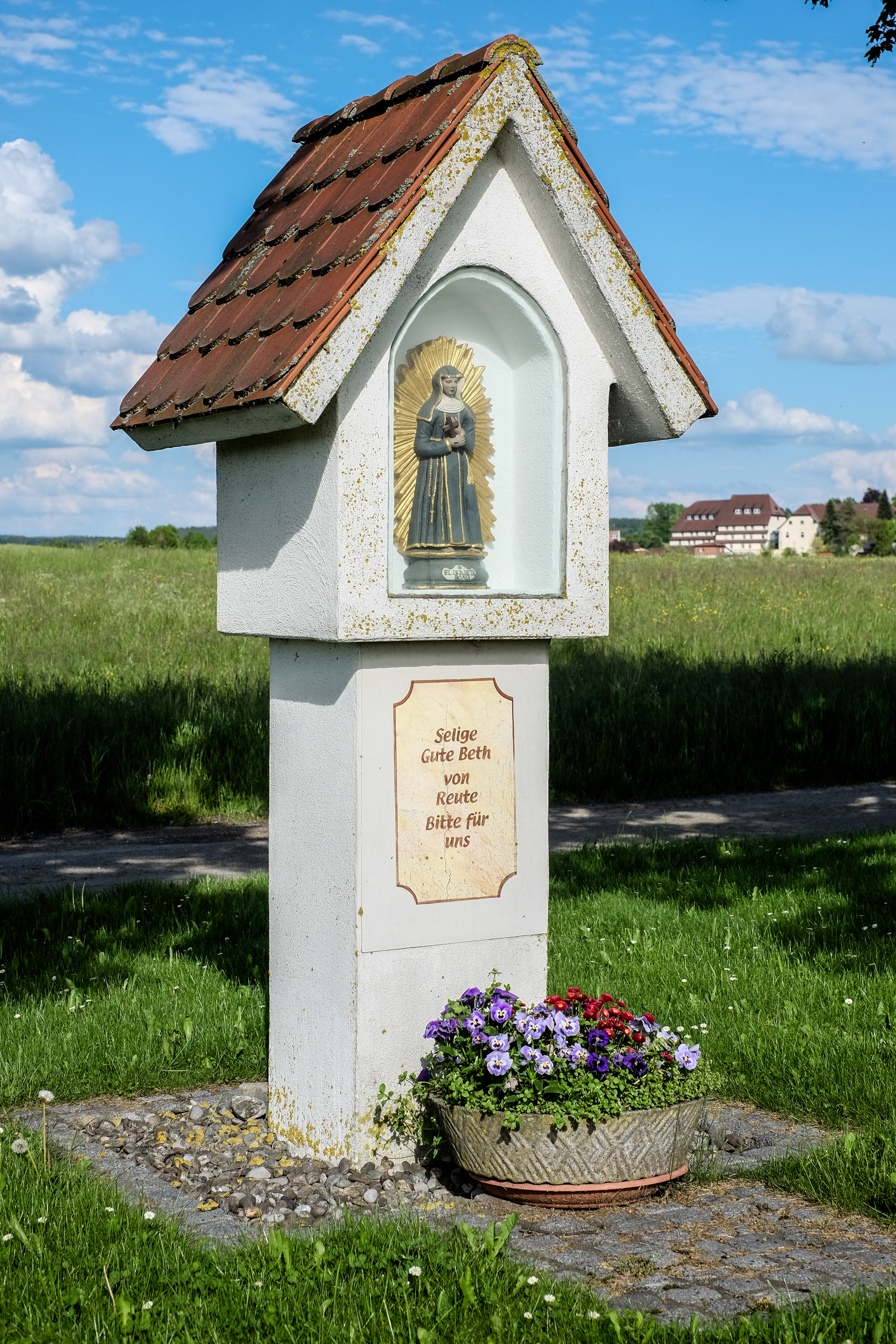
Bildstock dédié à la "Bonne Beth" à Reute.

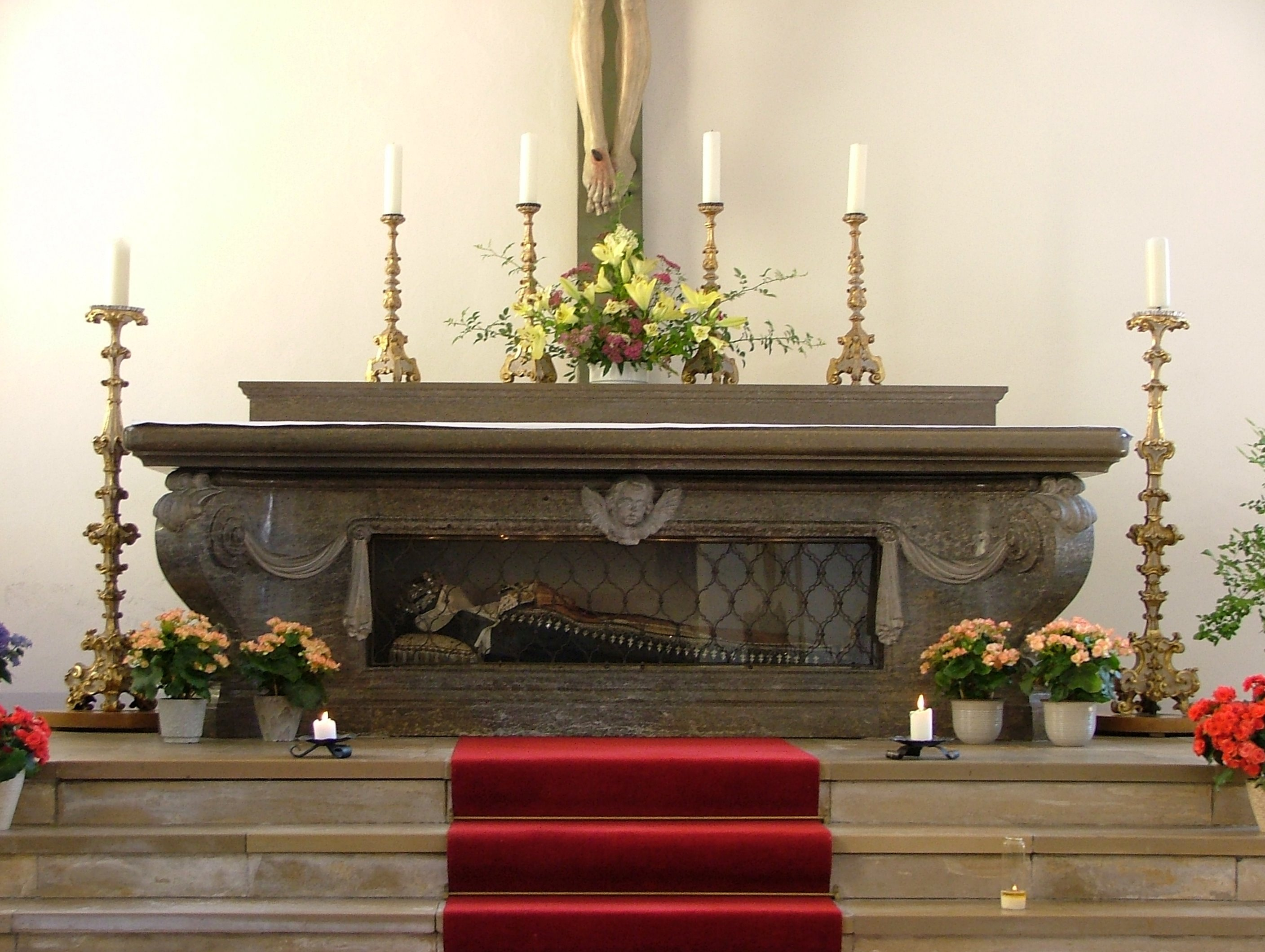
Autel-reliquaire d'Élisabeth Achler dans l'église paroissiale Saint-Pierre-et-saint-Paul du couvent de Reute, Bad Waldsee.

Elle fut enterrée dans l'église paroissiale de Reute. Konrad Kügelin, son confesseur, a écrit une biographie d'elle et l'a envoyée à l'évêque de Constance. Elle est conçue dans ses éléments essentiels sur le modèle de la Vita de sainte Catherine de Sienne servant de base à son procès en canonisation. Cependant, la vénération populaire pour Élisabeth n'est apparue qu'après 1623, lorsque sa tombe a été ouverte par le prévôt de Waldsee de l'époque. Des miracles lui ont été attribués, qui ont été compilés dans un document officiel par un chanoine contemporain, Heinrich Scheffler († 1635). Le pape Clément XIII a officiellement approuvé son culte le 19 juin 1766. Sa fête est célébrée le 25 novembre.
Élisabeth Achler, la "Gute Beth", comme on l'appelle en raison de sa vie de sacrifice, est la seule parmi les femmes mystiquement douées des XIVe et XVe siècles en Allemagne à être devenue une sainte populaire ; elle est encore vénérée aujourd'hui. Dans l'église de Reute, des fresques baroques d'Eustachius Gabriel (de) représentent des scènes de sa vie. Depuis 1870, Reute est la maison-mère d'une nouvelle communauté franciscaine  sur le modèle de la "Bonne Beth", les Sœurs franciscaines de Reute (de) se fixant pour objectif de « servir Dieu dans l'humanité souffrante ».

## Source
- (no) Biographie de Per Einar Odden, L'Église catholique en Norvège

### Articles liés
- Couvent de Reute
- Sœurs franciscaines de Reute (de)